# クレウーサ

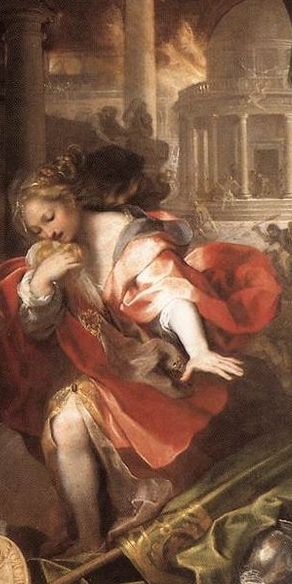
プリアモスの娘クレウーサ。フェデリコ・バロッチの1598年の絵画『アエネアースの逃亡』の一部。ボルゲーゼ美術館所蔵。

クレウーサ（古希: Κρέουσα, Kreoūsa, ラテン語: Creusa）は、ギリシア神話に登場する女性の名。この名前は「王女」を意味し、ギリシア神話には同名の女性が4人いる。長母音を省略してクレウサとも表記される。

## ガイアの娘
ガイアの娘にあたるナーイアスのクレウーサは、河神ペーネイオスとの間にラピテース族の王ヒュプセウスと娘スティルベー、ダプネーを生んだ。
ヒュプセウスはアステュアギュイア、キューレーネー、テミストーの父。
スティルベーはアポローンとの間にラピテースとケンタウロスを生んだが、ダプネーはアポローンの愛を拒んで月桂樹となった。

## クレオーンの娘
コリントス王クレオーンの娘クレウーサは、メーデイアと離婚したイアーソーンと結婚することになる。しかし、メーデイアは呪いをこめた衣裳をクレウーサに贈ることによって復讐を果たす。この呪いにより、衣裳はクレウーサの肉体に貼りつき、脱ごうとするやいなや彼女を燃やした。アポロドーロスの『ビブリオテーケー』などではグラウケーという名で知られる。

## エレクテウスの娘
アテーナイ王エレクテウスの娘のクレウーサ。母はプラークシテアーで、ケクロプス、パンドーロス、メーティオーン、プロクリス、オーレイテュイア、クトニアーと兄妹。姉妹たちはアテーナイを守るために死んだが、クレウーサは幼かったので助かった。クレウーサはクスートスと結婚し、息子アカイオスとイオーン、娘ディオメーデーがいた。
エウリーピデースの『イオーン』ではクレウーサは重要な登場人物で、アポローンとの間にイオーンを、夫クスートスとの間にアカイオスとドーロスをもうけた。アポローンをイオーンの父とする文献はこれのみである。

## プリアモスの娘
プリアモスの娘クレウーサは、アイネイアース（ラテン語：アエネーアース）の妻で、アスカニオス（ラテン語：アスカニウス）の母。ウェルギリウスの叙事詩『アエネーイス』では、ギリシア軍によってトロイアが略奪されたさい、夫と我が子、アンキーセースとともにトロイアを脱出しようとするが、途中ではぐれて死ぬ。アイネイアースは無事に脱出したのち再びトロイアに戻り、クレウーサを探した。そこにクレウーサの霊が現れて語りかけ、新天地に向けて出港することを促して消える。